# American Institute for Free Labor Development
Das American Institute for Free Labor Development (AIFLD) wurde 1962 als internationaler Arm der American Federation of Labor and Congress of Industrial Organizations (AFL-CIO) für die westliche Hemisphäre gegründet.

## Finanzierung
Philip Agee beschrieb die AIFLD als CIA-gesteuert. Das AIFLD wird entweder durch die US-Regierung direkt finanziert oder aus dem Haushalt des Außenministeriums durch die United States Agency for International Development (USAID), ab den 1980er Jahren lief die Finanzierung über das National Endowment for Democracy (NED).
Die AIFLD wurde durch Jay Lovestone und Irving Brown (1911–1989) aufgebaut. 

## AIFLD
Ein Bericht des US-Rechnungshofes erklärt es so: "Im Mai 1961 suchte die AFL-CIO bei privaten Stiftungen, Geschäftsleuten und Regierungsbehörden nach einer Finanzierung für das geplante Institut". 
George Meany, Präsident und Prokurist des AFL-CIO und Präsident des AIFLD verklausuliert es als Unterstützung aus dem größten Konzerne der USA: Rockefeller, ITT, Kennecott, Standard Oil, Shell Petroleum... Anaconda, auch Readers Digest... auch wenn einige dieser Unternehmen im besten Fall keine Beziehung zu Gewerkschaften haben, stimmen sie darüber überein, dass es im Interesse der USA war, die Entwicklung "freier" Gewerkschaften in Lateinamerika zu unterstützen und aus diesem Grund zu investieren. 
J. Peter Grace, Vorstandsvorsitzender des AIFLD und auch Vorsitzender des Vorstandes des Chemieunternehmens W. R. Grace and Company, eines der 95 transnationalen Unternehmen, welche die AIFLD förderten, erklärt AIFLD fordert »die Zusammenarbeit zwischen Arbeitern und Management und ein Ende des Klassenkampfes« und »lehrt wie Arbeitnehmer zum Ertrag ihrer Firma beitragen«. Er sagt, das Ziel der AIFLD ist die »kommunistische Infiltration verhindern, und wo es sie gibt... Loszuwerden.« 

### Serafino Romualdi
AIFLD Geschäftsführer Serafino Romualdi (1900–1967) war bis September 1965 Leiter der AIFLD, 
Arbeitete seit Mai 1944 für das Office of Strategic Services, dort arbeitete er eine Studie über die Wirkung der US-Politik in Europa auf die große europäischen Bevölkerungsanteile in Lateinamerika aus.
Seine Zusammenarbeit mit Rómulo Betancourt bezeichnete er als das politisch Fruchtbarste.

### William Doherty, Sen.
William Doherty sen. war Inter-American Representative der Post, Telegraph and Telephone Workers International (PTTI). Er wurde Leiter des Sozialprojekt des AIFLD, zuständig für das Alltagsgeschäft der AIFLD für die CIA.

### William Doherty, Jr.
William Doherty, Jr. war bis 1995 Geschäftsführer von AFL-CIO.
Im Oktober 1995, löste John Sweeney Lane Kirkland in der Leitung von AFL-CIO ab.

## American Center for International Labor Solidarity
1997 wurde das AIFLD in American Center for International Labor Solidarity (ACILS) umbenannt.